# Granulit

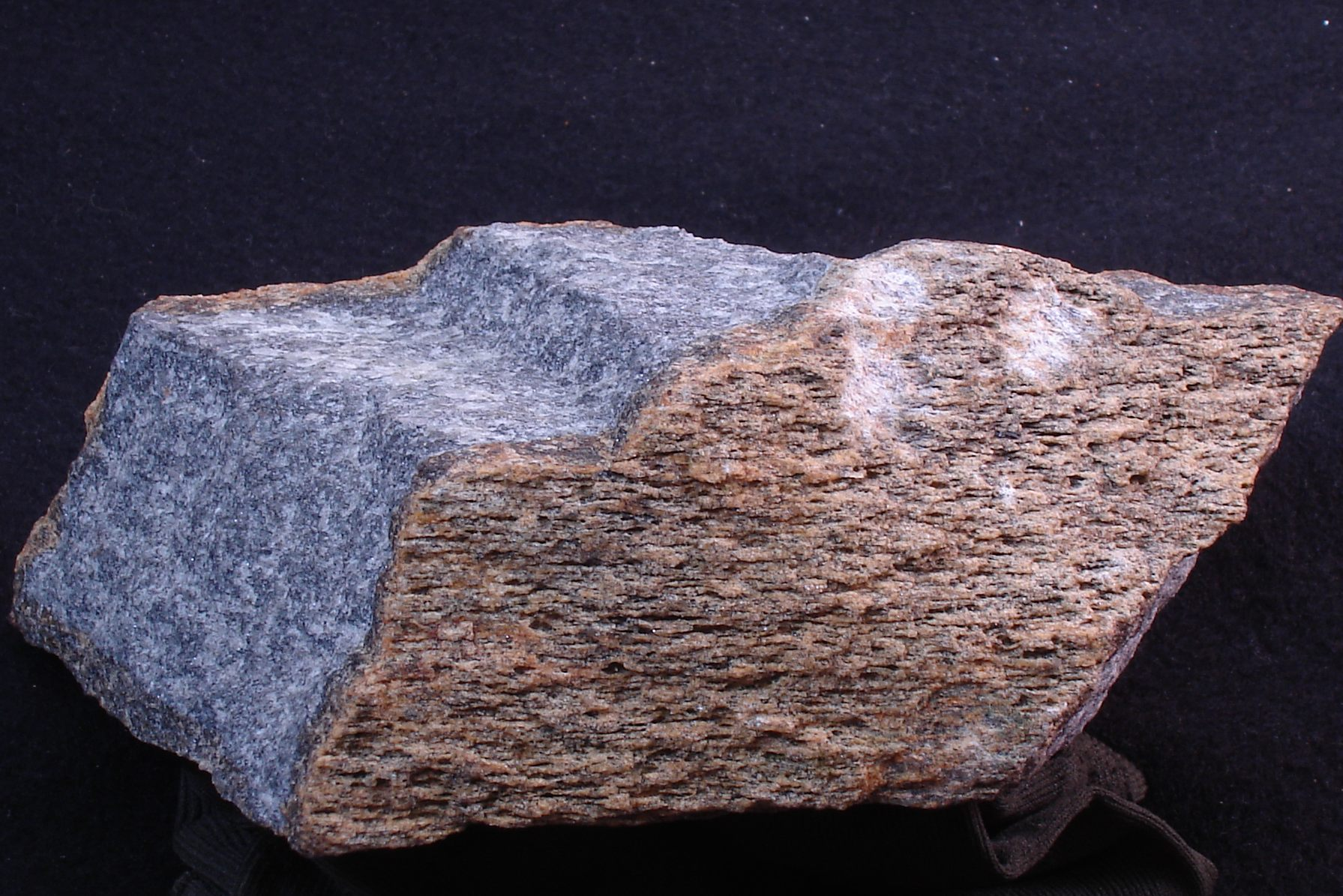
Granulitfazielles Metasediment, Rio de Janeiro, Brasilien
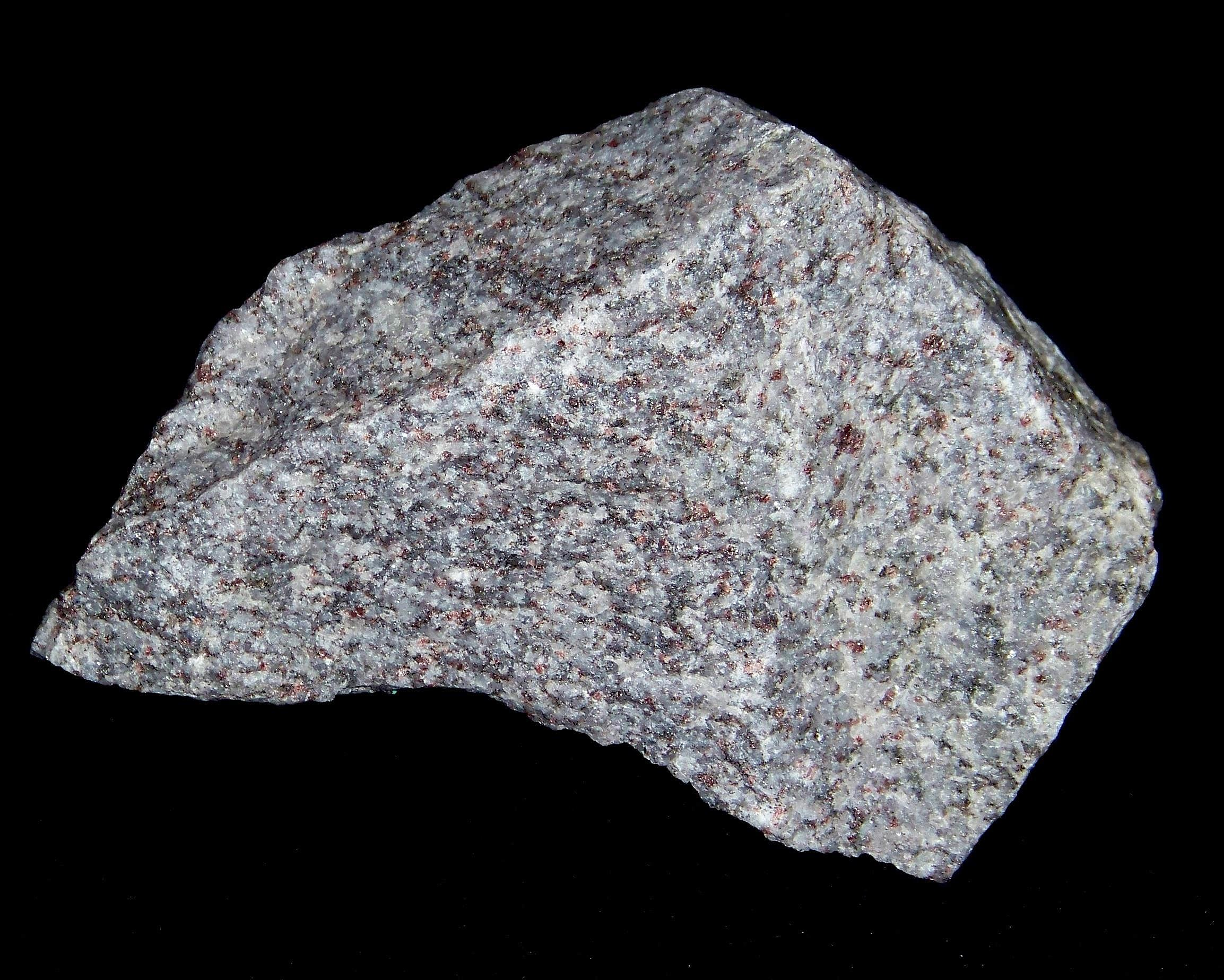
Granulit von Zagórze Śląskie (Eulengebirge in Niederschlesien, Südpolen)

Granulite (von lat. granum = "Korn") sind hochmetamorphe, kristallwasserarme kristalline Schiefer. Unterschieden werden folgende Granulitarten: helle Granulite (Weißsteingranulite), körnige Granulite, Augengranulite und Pyroxen- sowie Korundgranulite.

## Entstehung und chemische Zusammensetzung
→ siehe auch: Granulit-Fazies

Druck-Temperatur-Tiefendiagramm metamorpher Faziesbereiche, 6 = Granulit-Fazies

Granulite sind hochmetamorphe Gesteine, deren helle Minerale ungefähr die Zusammensetzung von Graniten aufweisen, deren dunkle Silikate jedoch weitgehend frei von Hydroxygruppen sind. Edukte sind einerseits saure Magmatite (Rhyolithoide) und deren Tuffe. Andererseits kommen auch sandige Schiefer, Grauwacken und Arkosen in Betracht, die im tiefsten tektonischen Gebirgsstockwerk sehr hohen Drücken und der Abwesenheit an flüchtigen Komponenten (Wasser) ausgesetzt sind.
Durch die starke (oft mehrphasige) Metamorphose und die damit verbundenen Homogenisierung sind die Ausgangsgesteine meist nur schwer rekonstruierbar. Für die Granulite des Sächsischen Granulitgebirges muss auf Grund von quarzitischen, von Al2O3-reichen sowie von kalksilikatischen und Metabasit-Einlagerungen zumindest eine starke Beteiligung sedimentären Materials am Edukt vorausgesetzt werden. Als letztes (vorgranulitisches) Metamorphosestadium ist hier ein migmatitischer Gneiskomplex rekonstruierbar.
In der folgenden Tabelle ist die chemische Zusammensetzung von Granuliten dargestellt (in Masse-%)
| Chem. Verbindung | 1 | 2 | 3 | 4 |
| ---------------- | --- | --- | --- | --- |
| SiO2             | 73,9 | 66,7 | 70,4 | 68,1 |
| Ti2O2            | 0,2 | 0,6 | 0,3 | 0,7 |
| Al2O3            | 14,2 | 15,7 | 14,5 | 15,2 |
| Fe2O3            | < 0,1 | 0,1 | 0,4 | 0,2 |
| FeO              | 1,8 | 4,3 | 3,1 | 3,8 |
| MnO              | 0,02 | 0,02 | 0,16 | 0,07 |
| MgO              | 0,4 | 1,4 | 1,2 | 1,6 |
| CaO              | 1,3 | 3,4 | 1,3 | 1,7 |
| Na2O             | 2,7 | 3,5 | 4,0 | 2,9 |
| K2O              | 4,4 | 2,7 | 4,2 | 3,9 |
| H2O+             | < 0,1 | 0,6 | 0,4 | 0,7 |
| CO2              | – | – | – | – |
| Quellen          | 1 = „Weißstein“-Granulit, Bohrung Tirschheim (Sächsisches Granulitgebirge) 2 = Pyroxenführender Granulit, Großstädten, (Sächsisches Granulitgebirge) 3 = Granulit, Dunkelsteiner Wald (Niederösterreich) 4 = Granulit, Olši (Mähren, Tschechische Republik) | 1 = „Weißstein“-Granulit, Bohrung Tirschheim (Sächsisches Granulitgebirge) 2 = Pyroxenführender Granulit, Großstädten, (Sächsisches Granulitgebirge) 3 = Granulit, Dunkelsteiner Wald (Niederösterreich) 4 = Granulit, Olši (Mähren, Tschechische Republik) | 1 = „Weißstein“-Granulit, Bohrung Tirschheim (Sächsisches Granulitgebirge) 2 = Pyroxenführender Granulit, Großstädten, (Sächsisches Granulitgebirge) 3 = Granulit, Dunkelsteiner Wald (Niederösterreich) 4 = Granulit, Olši (Mähren, Tschechische Republik) | 1 = „Weißstein“-Granulit, Bohrung Tirschheim (Sächsisches Granulitgebirge) 2 = Pyroxenführender Granulit, Großstädten, (Sächsisches Granulitgebirge) 3 = Granulit, Dunkelsteiner Wald (Niederösterreich) 4 = Granulit, Olši (Mähren, Tschechische Republik) |

## Mineralbestand
Hauptgemengteile von Granulit sind Feldspat und Quarz in variierenden Anteilen, die in granoblastischem Kornverband vorliegen. Hydroxylführende Eisen-Mangan-Silikate sind kaum vorhanden. Typische Begleitminerale sind Ferrosilit-reiche Orthopyroxene, almandinreicher Granat, Disthen sowie auch Sillimanit. Als Übergemengteile treten häufig Spinell, Rutil, Ilmenit und Graphit auf. Der Feldspat der Granulite ist meist perthitisch oder antipertitisch ausgebildet. Die Entmischungskörper im Perthit liegen oft als haarfeine Lamellen (Haarperthit) oder in so großer Menge vor, dass eine Zuordnung des primären Feldspat-Mischkristalls zum Kalifeldspat oder Plagioklas schwierig ist (Mesoperthit).
Auf Grund der geringen Anteile mafischer Minerale haben Granulite meist eine helle Färbung. Quarz-Kalifeldspat-reiche Typen können fast weiß aussehen ("Weißstein"). Bereits geringe Mengen fein verteilter (sekundärer) Biotite, Orthopyroxene oder Spinelle geben den Granuliten eher dunklere Färbung.
In der folgenden Tabelle ist die mineralogische Zusammensetzung einiger Granulit-Vertreter zusammengefasst (in Masse-%).
| Mineral                                | 1 | 2 | 3 | 4 |
| -------------------------------------- | --- | --- | --- | --- |
| Quarz                                  | 40 | 38 | 60 | 48 |
| Kalifeldspat                           | 55 | 57 | 18 | 33 |
| Plagioklas                             | – | – | 12 | 11 |
| Granat                                 | 3 | 3 | 5 | 2 |
| Disthen/Sillimanit                     | 2 | 0,5 | 0,2 | 3 |
| Akkzesorien                            | – | 0,5 | 1 | – |
| Diaphtoreseprodukte (Biotit, Muskovit) | – | 1 | 3,8 | 3 |
| Quellen                                | 1 = „Weißstein“-Granulit, Sächsisches Granulitgebirge (Mittelwert) 2 = heller, dickschiefriger Granulit des Sächsischen Granulitgebirges (Normalausbildung) 3 = Granulit (Mittelwert), Meidling, Niederösterreich 4 = Granulit, Olši (Mähren), Tschechische Republik | 1 = „Weißstein“-Granulit, Sächsisches Granulitgebirge (Mittelwert) 2 = heller, dickschiefriger Granulit des Sächsischen Granulitgebirges (Normalausbildung) 3 = Granulit (Mittelwert), Meidling, Niederösterreich 4 = Granulit, Olši (Mähren), Tschechische Republik | 1 = „Weißstein“-Granulit, Sächsisches Granulitgebirge (Mittelwert) 2 = heller, dickschiefriger Granulit des Sächsischen Granulitgebirges (Normalausbildung) 3 = Granulit (Mittelwert), Meidling, Niederösterreich 4 = Granulit, Olši (Mähren), Tschechische Republik | 1 = „Weißstein“-Granulit, Sächsisches Granulitgebirge (Mittelwert) 2 = heller, dickschiefriger Granulit des Sächsischen Granulitgebirges (Normalausbildung) 3 = Granulit (Mittelwert), Meidling, Niederösterreich 4 = Granulit, Olši (Mähren), Tschechische Republik |

## Gefüge
Die mesoskopische Erscheinung der Granulite ist etwa mit der von Gneisen vergleichbar: eine lagige bis schiefrige Paralleltextur ist verbreitet. Viele Granulite sind klein- bis mittelkörnig, es kommen auch dickschiefrige bis massige Varietäten vor („Granofels“). Die s-Flächen werden durch linsen- bis diskenförmige Quarzkörner markiert. Dünnschiefrige Gesteinstypen, die innerhalb oder randlich von Granulitkomplexen auftreten, stellen meist retrograd überprägte Abkömmlinge von Granuliten dar. Die s-Flächen werden hier durch tapeten- oder zeilenförmig rekristallisierte Quarze und/oder sekundäre Glimmer betont. Derartig umgewandelte Granulite werden dann auch als metagranulitische Biotitgneise, Granulitgneise oder Biotitgranulite bezeichnet.

## Vorkommen
In Mitteleuropa treten Granulite in verschiedenen Gebieten des Böhmischen Massivs auf. Die bekanntesten Vorkommen sind die des Sächsischen Granulitgebirges, des tschechischen und niederösterreichischen Moldanubikums sowie des Eulengebirges in Südpolen.
Während diese Vorkommen und die meisten anderen europäischen und außereuropäischen Vorkommen präkambrischen Metamorphoseepochen zugeschrieben werden, kann für das kleine Granulitvorkommen von Zöblitz (Erzgebirge) ein variszisches Metamorphosealter angenommen werden. Für alle Granulitvorkommen Mitteleuropas ist eine Bindung an tektonische Scherzonen charakteristisch.

## Physikalisch-Technische Eigenschaften und Verwendung
Auf Grund ihrer hohen Druckfestigkeit von bis zu 300 N/mm² sowie ihrer hohen Abriebfestigkeit eignen sich Granulite als Straßenbaustoffe für Packlager, Kleinpflaster und Schotter sowie als Eisenbahnschotter. Granulite lassen sich gut sägen, zusammen mit ihrer Frostbeständigkeit werden sie daher als Gehwegplatten, Verblend- und Dekorsteine im Außenbereich verwendet.
Die nachfolgende Tabelle vermittelt einen Überblick zu einigen technisch-physikalischen Eigenschaften.
| Rohdichte          | 2,60–2,75 kg/dm³ |
| Druckfestigkeit    | 130–300 N/mm²    |
| Biegezugfestigkeit | 12–25 N/mm²      |
| Wasseraufnahme     | 0,2–0,5 Gew.-%   |
| Abriebfestigkeit   | 4–10 cm³/50 cm²  |